# Kalasatama
Kalasatama (szw. Fiskhamnen) – osiedle w Helsinkach, stolicy Finlandii. Położone jest w dzielnicy Sörnäinen. Znajduje się w nim stacja metra o tej samej nazwie. Najwyższy wieżowiec w Finlandii, Majakka, znajduje się w Kalasatama.
W 2020 roku dzielnicę zamieszkiwały 4632 osoby.